# Richard Lawrence Bond
Richard Lawrence Bond, britanski general, * 1890, † 1979.